# ۳۳۹ (میلادی)
۳۳۹ (میلادی) سیصد و سی و نهمین سال تقویم میلادی است.

## درگذشتگان
درگذشت اوزبیوس پامفیلی اسقف اعظم قیصریه و بنیان‌گذار شورای اول نیقیه